# Diadegma longicauda
Diadegma longicauda är en stekelart som först beskrevs av Cameron 1904.  Diadegma longicauda ingår i släktet Diadegma och familjen brokparasitsteklar. Inga underarter finns listade i Catalogue of Life.